# Polnische Volksarmee
Die Polnische Volksarmee (polnisch Ludowe Wojsko Polskie) waren die Streitkräfte der Volksrepublik Polen. Sie wurden am 21. Juli 1944 durch das Lubliner Komitee mit der Bildung der Provisorischen Regierung der Republik Polen (polnisch Rząd Tymczasowy Rzeczypospolitej Polskiej (RTRP)) unter Bolesław Bierut gegründet. Die Polnische Volksarmee entstand dabei aus dem Zusammenschluss der 1943 aufgestellten Polnischen Streitkräfte in der Sowjetunion (polnisch Polskie Siły Zbrojne w ZSRR) mit der kommunistischen Untergrundarmee Armia Ludowa. Später wurde sie umbenannt in Siły Zbrojne Rzeczypospolitej Polskiej (Streitkräfte der Republik Polen) und ab 1952 in Siły Zbrojne Polskiej Rzeczypospolitej Ludowej (Streitkräfte der Volksrepublik Polen). Die Polnische Volksarmee war seit 1955 Teil des Warschauer Pakts und existierte bis zur politischen Wende in Polen 1989.

## Geschichte

### Gründungsphase während des Zweiten Weltkrieges

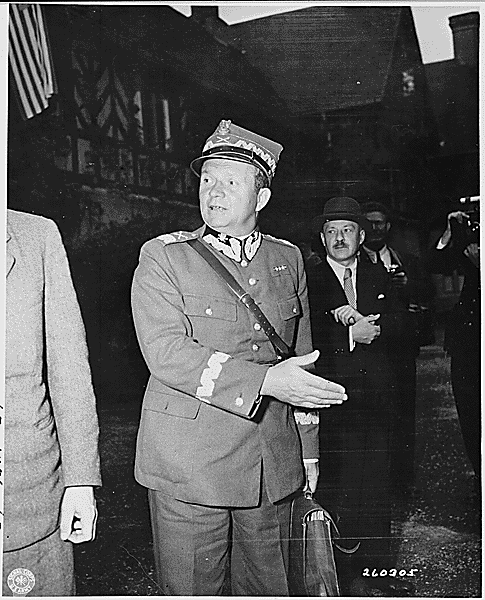
Michał Rola-Żymierski, Oberbefehlshaber der Polnischen Volksarmee und Verteidigungsminister 1945–1949

Per Dekret hatte der formal am 1. Januar 1944 zusammengesetzte Polnische Nationalrat, der Krajowa Rada Narodowa (KRN) am 21. Juli 1944 die Gründung der Polnischen Volksarmee und die Einrichtung eines Oberkommandos der Polnischen Armee (polnisch Naczelne Dowództwo Wojska Polskiego) beschlossen. Aufgrund des Massakers von Katyn 1940, bei dem schätzungsweise 22.000 bis 25.000 Staatsbürger Polens, u. a. Berufs- und Reserveoffiziere der Polnischen Armee (Wojsko Polskie) von der sowjetischen Geheimpolizei NKWD ermordet worden waren, mussten 1944 die Truppenteile zur Hälfte mit sowjetischen Offizieren der Roten Armee besetzt werden. Während des Zweiten Weltkrieges bildeten sich zwei Armeen der polnischen Volksarmee (1 Armia Wojska Polskiego (1 AWP) unter Generalmajor Zygmunt Berling, 2 AWP unter General Karol Świerczewski) und weiteren Verstärkungseinheiten des Hauptquartiers die zunächst als 3 AWP geplant waren, darunter die 1. Brigade aus Teilen der 10. Infanteriedivision, die 11., 12. 13. und 14. Infanteriedivision, Artillerieregimenter, zwei Pionierbrigaden, Heeresflieger und im Aufbau befindliche Panzereinheiten. Die zunächst geplante Formation als „Polnische Front“ konnte mangels ausreichender Offiziere nicht mehr gebildet werden. Stattdessen wurde die 1. und 2. Polnische Armee der 2. Weißrussischen Front der Roten Armee unter Führung des Marschalls der Sowjetunion Konstantin Konstantinowitsch Rokossowski unterstellt. An der Schlacht um Berlin nahmen 180.000 polnische Soldaten der 1. und 2. Armee teil, bei der 8.892 Soldaten getötet wurden. Die letzte Offensive im Zweiten Weltkrieg unternahmen die polnischen Soldaten in der Prager Operation im Mai 1945.
Zum Ende des Zweiten Weltkriegs bestand die Polnische Volksarmee aus rund 370.000 Soldaten, die bis September 1945 auf 440.000 Soldaten anstieg und bis Sommer 1948 dienten noch rund 1.000 Offiziere der Sowjetarmee in der Polnischen Volksarmee, darunter 16 von 53 Generalen. Noch 1949 besetzten rund 700 sowjetische Offiziere fast die Hälfte aller Schlüsselpositionen.
Als Oberbefehlshaber der Polnischen Armee war von 1944 bis 1947 der Marschall von Polen Michał Rola-Żymierski, zugleich Mitglied des Präsidiums des Nationalrates und von 1945 bis 1949 Minister für Nationale Verteidigung der Republik Polen. Seine beiden Stellvertreter waren Zygmunt Berling und Aleksander Zawadzki. Chef des Generalstabes der polnischen Streitkräfte war von 1945 bis 18. Januar 1954 General Władysław Korczyc, der zugleich von 1949 bis 1954 auch stellvertretender Verteidigungsminister war.

### Minenräumungen 1944 bis 1956
Eine der wichtigsten Aufgaben der Polnischen Armee nach dem Zweiten Weltkrieg war die Minenräumung. So wurden bei landesweiten Minenräumaktionen von 1944 bis 1956 rund 14,75 Millionen Minen und 59 Millionen Stück an Munition (Bomben, Patronen etc.) gefunden und vernichtet. Dabei wurden 19.000 Soldaten eingesetzt, wovon 646 Soldaten bei der Beseitigung ums Leben kamen.

### Militärbezirke

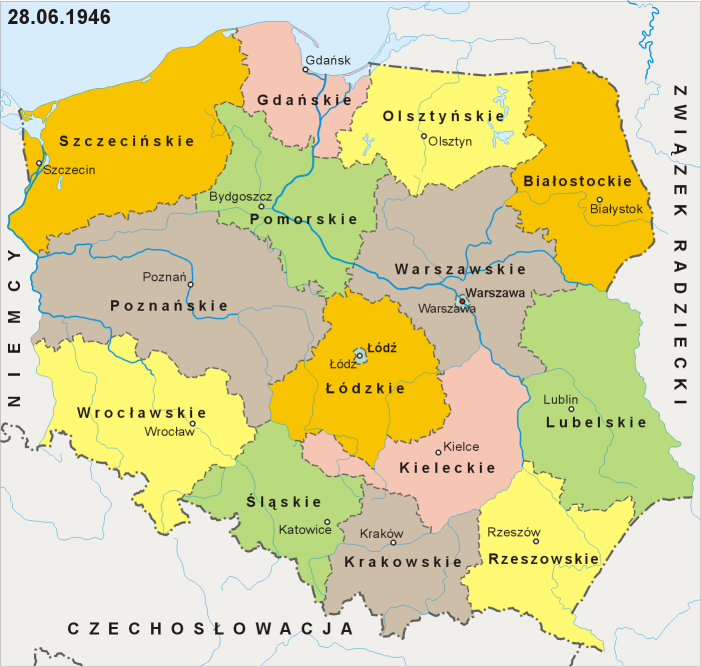
Administrative Gliederung Polens im Juni 1946

Zum 1. April 1945 wurde Polen in sechs Militärbezirke (Okręgi Wojskowe, OW) gegliedert, die unter sowjetischer Kontrolle standen:
- Warszawski Okręg Wojskowy mit Sitz in der Hauptstadt Warschau und war zuständig für die Woiwodschaften Warschau und Białystok,
- Lubelski Okręg Wojskowy mit Sitz in Lublin und der Zuständigkeit in den Woiwodschaften Lublin und Woiwodschaft Rzeszów
- Krakowski Okręg Wojskowy mit Sitz in Krakau und der Zuständigkeit über die Woiwodschaft Kraków,
- Łódzki Okręg Wojskowy mit Sitz in Łódź und der Zuständigkeit in den Woiwodschaften Łódź und Woiwodschaft Kielce,
- Poznański Okręg Wojskowy mit Sitz in Posen und der Zuständigkeit in der Woiwodschaft Posen
- Pomorski Okręg Wojskowy (Pommern) mit Sitz in Toruń und der Zuständigkeit in den Woiwodschaften Bydgoszcz und Danzig.

Ab September 1945 kam zusätzlich noch der Śląsko-Dąbrowski Okręg Wojskowy (Schlesien und das Dombrowaer Kohlenbecken) dazu, mit Sitz in Kattowitz (ab März 1946 Sitz in Breslau) und zuständig für die Woiwodschaften Kattowitz und Breslau.

### Ministerium für Nationale Verteidigung und die Nordgruppe der Truppen der Sowjetarmee

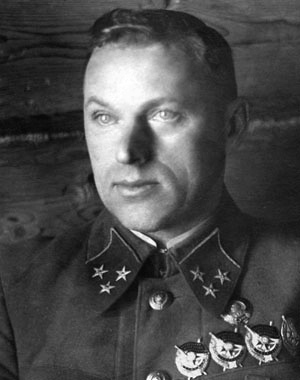
Konstantin Rokossowski (Aufnahme 1940), Befehlshaber der Nordgruppe der Truppen der Sowjetarmee 1945–1949 und polnischer Verteidigungsminister und Oberbefehlshaber 1949–1956

Parallel zu den Entwicklungen stand in Polen die seit Juni 1945 aufgestellte Nordgruppe der Truppen der Sowjetarmee (NGT) (polnisch Północna Grupa Wojsk (PGW), russisch Се́верная гру́ппа во́йск (СГВ)), die überwiegend aus der 2. Weißrussischen Front gebildet wurde, die bis Sommer 1945 in Brandenburg und Mecklenburg stationiert war. Die NGT umfasste 1945 über 300.000 Soldaten und Befehlshaber wurde der Marschall der Sowjetunion Konstantin Rokossowski, der auch über polnische Wurzeln verfügte. Rokossowski war ab Dezember 1948 Mitglied des Politbüros der Polnischen Vereinigten Arbeiterpartei (PZPR) und wurde am 7. November 1949 von dem Sejm (polnisches Parlament) als Nachfolger von Michał Rola-Żymierski auch als Minister für Nationale Verteidigung und stellvertretender Regierungschef ernannt. Die Nordgruppe der Truppen sicherte in den Anfangsjahren auch die Kontrolle Polens durch die provisorische kommunistische Regierung und mit Rokossowski führte ab 1949 ein sowjetischer General die Polnische Volksarmee. Befehlshaber der NGT wurde für Rokossowski der sowjetische Generaloberst Kusma Trubnikow. Rokossowskis Stellvertreter als Verteidigungsminister in Polen war von 1949 bis 1954 der Generalstabschef Władysław Korczyc.
Sowjetische Offiziere kontrollierten Anfang der 1950er Jahre die Schlüsselpositionen im polnischen Verteidigungsministerium und im Generalstab und stellten auch die Befehlshaber des Heeres und der Luftwaffe, die Kommandeure der Infanteriedivisionen, die Befehlshaber in den Militärbezirken, ein Großteil der militärischen Schulen sowie die oberste Militärstaatsanwaltschaft.

### Ministerium für Öffentliche Sicherheit
Das Ministerstwo Bezpieczeństwa Publicznego (Ministerium für Öffentliche Sicherheit, MBP) der provisorischen Regierung Polens unter Führung von General Stanisław Radkiewicz war das Organ für Nachrichtendienst und Gegenspionage der polnischen Geheimpolizei von 1945 bis 1954 und übernahm an Juli 1947 die Kontrolle über den militärischen Nachrichtendienst, die zweite Abteilung des Generalstabs der Polnischen Volksarmee, der mit dem zivilen Nachrichtendienst zur Abteilung VII des Ministeriums für Öffentliche Sicherheit vereinigt wurde. Im Juni 1950 übernahm das Ministerstwo Obrony Narodowej (Ministerium für Nationale Verteidigung, MON) wieder die Kontrolle. Das Ministerium verfügte ab den 1950er Jahren über 32.000 Mitarbeiter und ihr unterstanden 41.000 Soldaten und Beamte im Internen Sicherheitskorps (Korpus Bezpieczeństwa Wewnętrznego, KBW), 57.000 Beamte in der Bürgermiliz (Milicja Obywatelska, MO), 32.000 Beamte und Soldaten des Grenzschutzes (Wojska Ochrony Pogranicza, WOP), 10.000 Gefängniswärter (Straż Więzienna, SW) sowie 125.000 Mitglieder der freiwilligen Reserve der Bürgermiliz (Ochotnicza Rezerwa Milicji Obywatelskiej, ORMO).

### Akcja Wisła
Die Akcja Wisła (deutsch: Aktion Weichsel) war eine Militäroperation der Polnischen Armee und weiterer Sicherheitskräfte im Jahr 1947 gegen die Ukrainische Aufstandsarmee (UPA) und zur Zwangsumsiedlung ethnischer Ukrainer aus Südostpolen innerhalb Polens, an der auch die Polizei und die Grenzschutztruppen eingesetzt wurden. An den Operationen nahmen vier Infanteriedivisionen (6., 7., 8. und 9.) der Polnischen Armee, sowie eine Division des Internen Sicherheitskorps (Korpus Bezpieczeństwa Wewnętrznego, KBW) und weitere Einheiten des Ministeriums für Öffentliche Sicherheit teil, darunter auch die Bürgermiliz (Milicja Obywatelska, MO), die Grenzschutztruppen (Wojska Ochrony Pogranicza, WOP) und die freiwillige Reserve der Bürgermiliz (Ochotnicza Rezerwa Milicji Obywatelskiej, ORMO).

### Aufrüstung

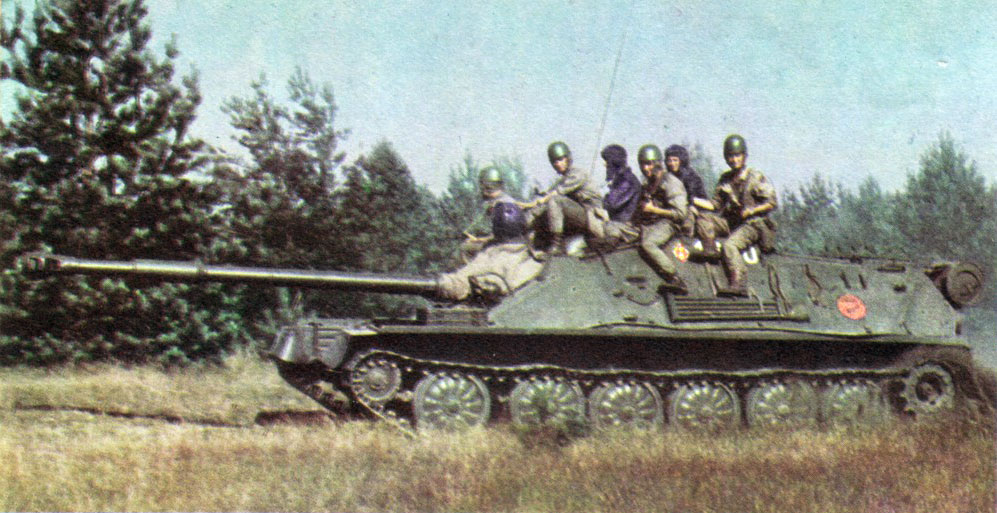
Soldaten der polnischen 6. Luftlandedivision auf einer sowjetischen Luftlande-Selbstfahrlafette vom Typ ASU-85 (Aufnahme 1971)

1950 unterzeichneten Polen und die Sowjetunion einen Vertrag über die Lieferung von Militärgütern und der Gewährung von Lizenznachbauten in Höhe von umgerechnet 300 Millionen US-Dollar. Zur Gegenfinanzierung musste der polnische Staat entsprechende Kredite durch Lieferungen von Industriegütern bezahlen, was zu einer enormen Belastung der Wirtschaft führte. Mit der Gründung der NATO und im Zuge des Koreakrieges war Polen für die Sowjetunion weiterhin von größter strategischer Bedeutung. Der Aufbau der Rüstungsindustrie und die weitere Aufrüstung und Modernisierung der Polnischen Volksarmee besonders im Transportwesen diente vorrangig zuerst der Zielsetzung einer schnellen Verlegung von sowjetischen Militärverbänden zwischen der Sowjetunion und der Deutschen Demokratischen Republik (DDR) wie auch in die Tschechoslowakei (CSSR) und der Vorbereitung eines möglichen Einsatzes der Polnischen Volksarmee als „Küstenfront“ in Mitteleuropa. So stieg der Verteidigungshaushalt von 236 Millionen Złoty im Jahr 1950 auf 2251 Millionen Złoty im Jahr 1953 und entsprachen fast ein Fünftel des Staatshaushaltes. Zum 1. Januar 1952 gehörten der Volksarmee 356.481 Soldaten an und von den 62 aktiven Generalen gehörten 48 zur Sowjetarmee.

### Mitgliedschaft im Warschauer Pakt

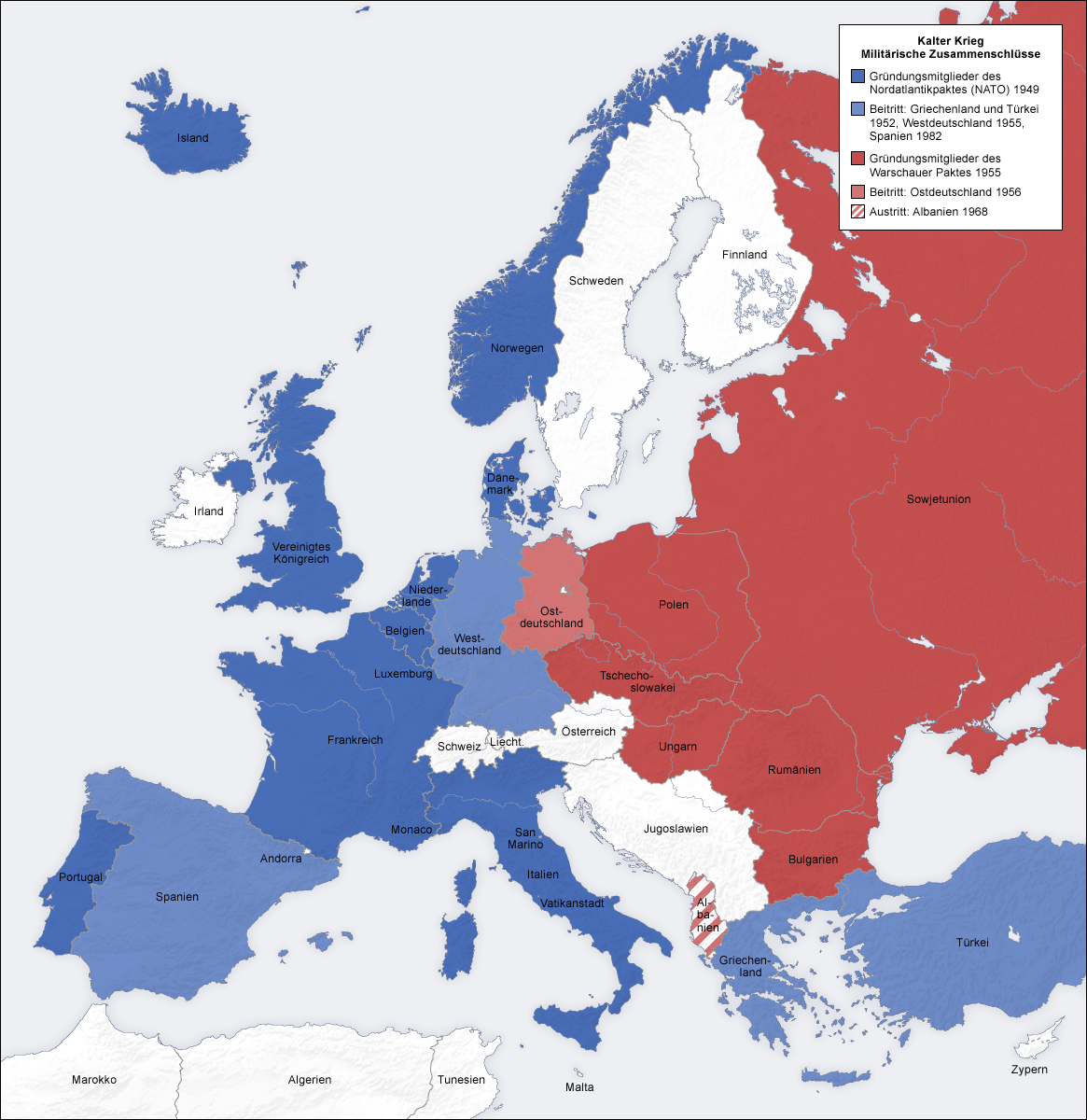
Militärische Zusammenschlüsse im Kalten Krieg

Vom 11. bis 14. Mai 1955 wurde im polnischen Staatsratsgebäude in Warschau die zweite „Konferenz europäischer Länder zur Gewährleistung des Friedens und der Sicherheit Europas“ abgehalten, an der Delegationen aus Albanien, Bulgarien, der DDR, der VR Polen, Rumänien, Ungarn, der Sowjetunion und der Tschechoslowakei teilnahmen, sowie die Volksrepublik China als Beobachter. Zum Abschluss der Konferenz wurde im Kalten Krieg als Pendant zum westlichen Militärbündnis, der NATO unter Führung der USA der Vertrag über Freundschaft, Zusammenarbeit und gegenseitigen Beistand (kurz Warschauer Vertrag) durch die Ministerpräsidenten unterzeichnet und bestand aus einer Präambel und 11 Artikeln. Durch die Gründung des Militärbündnisses Warschauer Pakt sicherte sich die Sowjetunion ihren Hegemonialanspruch in Osteuropa. Der Warschauer Vertrag trat am 4. Juni 1955 in Kraft.
Mit der Gründung wurde auch die Schaffung eines Vereinten Kommandos der Streitkräfte der Teilnehmerstaaten gefasst und zum ersten Oberkommandierenden der Vereinten Streitkräfte wurde der Marschall der Sowjetunion Iwan Stepanowitsch Konew ernannt. Der Oberkommandierende war stets ein sowjetischer General, der zugleich die Funktion des ersten Stellvertreters des sowjetischen Verteidigungsministers ausübte und somit diesem direkt unterstand. Der Stab der Vereinten Streitkräfte wurde von einem Stellvertreter, gleichfalls einem sowjetischen General, geführt. Brigadegeneral Tadeusz Pióro war dabei der erste Vertreter Polens im Stab der Vereinten Streitkräfte. Die Planung, inwieweit Einheiten der Polnischen Volksarmee im Kriegsfall der Vereinten Streitkräfte zugeordnet werden und eine „Küstenfront“ bilden sollten, war die polnische Führung nicht involviert und oblag allein dem Generalstab der Sowjetarmee.
Ab 1956 formulierte der nun mit polnischen Offizieren besetzte Generalstab der Volksarmee die Idee einer eigenen polnischen Front in der Kriegsplanungen für den Konfliktfall mit der NATO. Die politische Führung um Władysław Gomułka wertete solche Pläne als Symbol der eigenen Souveränität. Ab 1961 plante der Warschauer Pakt mit einer eigenen polnischen Front. Deren Ziel war der Vorstoß durch Schleswig-Holstein und dann ein Vorgehen in zwei Richtungen zur Besetzung Jütlands und dem Vorstoß bis an die Nordseeküste der Niederlande. Für diese Angriffsoperationen waren rund die Hälfte der polnischen Landstreitkräfte eingeplant. Ab 1986 wurde wegen der veränderten politischen Verhältnisse im Ostblock eine defensive Kriegsplanung verfolgt.

### Posener Aufstand 1956 und die „Nationalisierung“ der Volksarmee

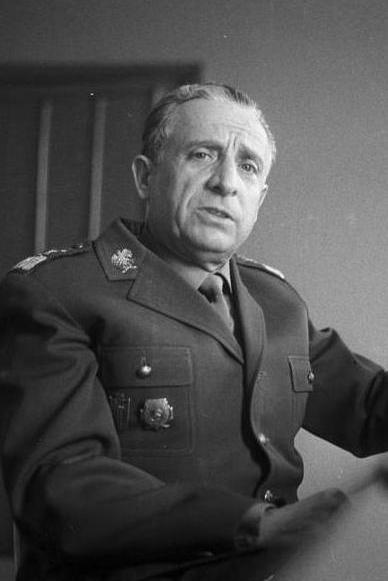
Marszałek Polski Marian Spychalski, Minister für Nationale Verteidigung 1957–1968

Im Juni 1956 kam es zu einem Arbeiteraufstand in Posen, an dem bis zu 100.000 Menschen teilnahmen. Das Militär unter Führung von Generalstabschef Jerzy Bordziłowski schlug mit rund 10.000 Soldaten und 400 Panzern und gepanzerten Fahrzeugen die Proteste blutig nieder. Bei den Kämpfen kamen 57 Menschen ums Leben, ungefähr 600 wurden verletzt. Im Zuge der Entstalinisierung und durch die Lockerung des politischen Klimas, die ihren Höhepunkt im Oktober 1956 erreichte (Polnischer Oktober), beruhigte sich unter Władysław Gomułka die Lage zum Ende des Jahres. Am 24. Oktober 1956 sprach sich das Politbüro der Polnischen Vereinigten Arbeiterpartei (PZPR) für eine Entlassung des bisherigen Verteidigungsministers und Marschalls der Sowjetunion Konstantin Konstantinowitsch Rokossowski aus, der am 15. November 1956 in die Sowjetunion ausreiste. Zeitgleich kehrten zahlreiche sowjetische Generale und Berater der staatlichen Verwaltung in die Sowjetunion zurück, so dass 1957 nur noch 23 und im darauffolgenden Jahr nur noch 9 sowjetische Offiziere tätig waren. Die freigewordenen Stellen wurden ausschließlich mit polnischen Offizieren besetzt, darunter einige, die unter der Stalin-Ära besondere Repressionen erfahren haben, wie Marschall von Polen Marian Spychalski, der lange Zeit inhaftiert war und 1957 zum Nachfolger Rokossowskis als Minister für Nationale Verteidigung ernannt wurde.

### Raketentruppen und Lagerung von Atomsprengköpfen
Um das Jahr 1960 wurden in der Polnischen Volksarmee auch Raketentruppen aufgestellt. Bis 1968 umfassten diese vier Brigaden der Raketenartillerie mit operativ-taktischen Raketen mit einer Reichweite von bis zu 300 Kilometern sowie 14 Bataillone mit Raketen in einer Reichweite bis 65 Kilometer, die den einzelnen Panzerdivisionen und Motorisierten Divisionen als Divisionsartillerie zugeteilt waren. Das erste Militärmanöver fand am 26. Februar 1965 unter Leitung des Generalstabschef der Vereinten Streitkräfte des Warschauer Paktes, Armeegeneral Pawel Batow statt, in dem die Verlegung von Atomsprengköpfen aus der Sowjetunion nach Westpolen durchgeführt wurde. Die Übung wurde als gescheitert gesehen, da durch den Transport bis zur Einsatzbereitschaft der Raketen diese ein leichtes Ziel für den Feind gewesen wären und es eine lange Zeit in Anspruch nahm die Sprengköpfe bis nach Polen heranzuschaffen. Danach wurde mit der „Operation Wisła“ (Weichsel), die geheime Planung zur Lagerung von Atomsprengköpfen auf polnischem Staatsgebiet begonnen. Am 25. Februar 1967 vereinbarten der sowjetische Verteidigungsminister Andrei Antonowitsch Gretschko und sein polnischer Amtskollege Marian Spychalski in Moskau in einem geheimen Vertrag den Bau von drei Munitionslagern für sowjetische Atomsprengköpfe bei Białogard, Wałcz und Wędrzyn. Der Bau der Objekte und deren Finanzierung übernahm Polen und im Januar 1970 wurden neben den Garnisonen der Nordgruppe der Truppen der Sowjetarmee (NGT) die drei Bunkerkomplexe übergeben, die dann unter dem Schutz und der Führung von sowjetischen Spezialeinheiten standen: Objekt 3001 bei Templewo, Objekt 3002 bei Brzeźnica-Kolonia und Objekt 3003 bei Podborsko. Gelagert wurden Mitte der 1980er Jahre rund 178 Atomsprengköpfe (darunter 14 mit einer Sprengkraft von 500 kt, 35 mit einer Sprengkraft von 200 kt und 83 Sprengköpfe mit einer Sprengkraft von 10 kt und 36 Fliegerbomben).

### Intervention in der Tschechoslowakei 1968
Bei dem Einmarsch der Truppen der Warschauer-Pakt-Staaten in die Tschechoslowakische Sozialistische Republik (ČSSR) im August 1968, nahmen neben Soldaten aus der Sowjetunion, Ungarn und Bulgarien auch rund 24.300 polnische Soldaten mit 750 Panzern und 650 gepanzerten Fahrzeugen teil, die auch für mehrere Monate im Nachbarland stationiert blieben.

### Aufstand vom Dezember 1970 in Polen
Durch plötzliche drastische Preiserhöhungen für Lebensmittel und Gegenstände des täglichen Bedarfs kam es in Danzig zu Streiks in den Werften. Hinzu kamen Demonstrationen in ganz Polen. Das Land befand sich dabei zeitweise am Rande eines Bürgerkrieges. Die Behörden reagierten mit einem massiven Einsatz von Polizei und Militär, in dessen Verlauf offiziell 45 Menschen ihr Leben verloren. Gomułka trat am 19. Dezember 1970 als Parteichef zurück. Nachfolger wurde am 20. Dezember 1970 Edward Gierek.

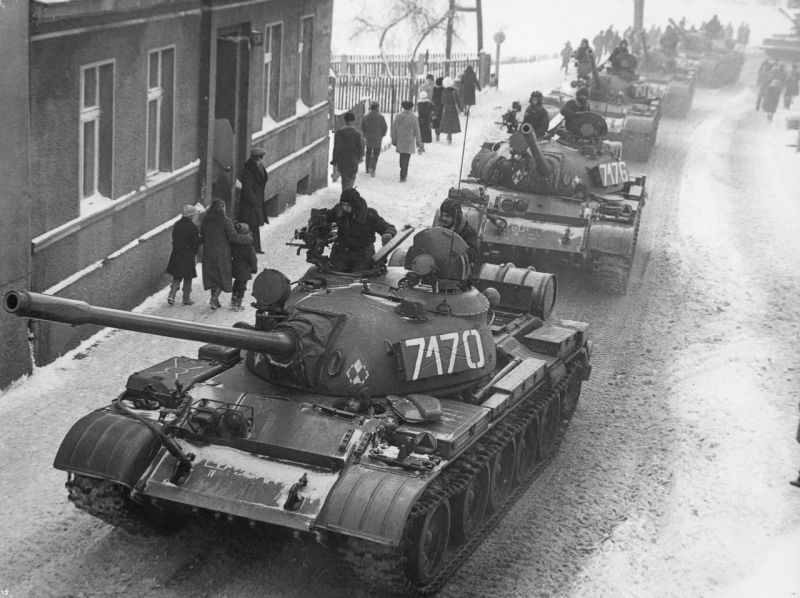
Panzer auf den Straßen während des Kriegsrechts

### Kriegsrecht in Polen 1981–1983
In der Nacht vom 12. auf den 13. Dezember 1981 übernahmen die Polnische Volksarmee und Sicherheitsorgane unter General Wojciech Jaruzelski die Macht in Polen und verhängten das Kriegsrecht. Jaruzelski rechtfertigte bis zu seinem Tod diese Schritte mit einer angeblichen unmittelbaren Gefahr des Einmarsches der Sowjetarmee, doch gibt es für diese kaum Beweise, vielmehr sprach zum damaligen Zeitpunkt manches gegen eine solche Option des Kreml. Nach Beendigung des Kriegsrechts 1983 wurden die internierten Oppositionellen freigelassen.

### Politische Wende 1989
General Wojciech Jaruzelski war in den Folgejahren Staatsratsvorsitzender und war gleichzeitig der Erste Sekretär der PVAP und der Oberbefehlshaber des Heeres im Rang des „Generals der Armee“. Mit der politischen Wende 1989 wurde die Solidarność wieder zugelassen. Die ersten teilweise freien Wahlen im Ostblock am 4. Juni 1989 mit dem deutlichen Sieg der Solidarność-Bewegung, die Regierungsbildung von Tadeusz Mazowiecki am 24. August 1989, die Wiedereinführung des früheren Staatsnamens Rzeczpospolita Polska bis hin zu den ersten freien Parlamentswahlen 1991 werden als Beginn der Dritten Republik angesehen. Der Warschauer Pakt wurde am 1. Juli 1991 offiziell aufgelöst, die in Polen stationierten sowjetischen Truppen abgezogen. Die Polnische Volksarmee wurde in die Polnischen Streitkräfte (polnisch offiziell Siły Zbrojne Rzeczypospolitej Polskiej, inoffiziell Wojsko Polskie) überführt, die seit 1999 Mitglied der NATO sind.

## Organisation und Aufgaben
Die Polnische Volksarmee gliederte sich in die Teilstreitkräfte:
- Heer (Wojska Lądowe)
- Marine (Marynarka Wojenna) und
- Luftwaffe (Wojska Lotnicze) und Luftverteidigungskräfte (Wojska Obrony Powietrznej Kraju).

Polen war von 1953 bis 1992 organisatorisch in 3 Militärbezirke unterteilt:
- Pommerscher Militärbezirk (Pomorski Okręg Wojskowy) mit der Polnischen 1. Armee (1 AWP)
- Schlesischer Militärbezirk (Śląski Okręg Wojskowy) mit der Polnischen 2. Armee (2. AWP)
- Warschauer Militärbezirk (Warszawski Okręg Wojskowy) mit der Polnischen 4. Armee (4. AWP)

Der Krakauer Militärbezirk (Krakowski Okręg Wojskowy) war bereits 1953 aufgelöst worden.

### Heer
Zum Ende des Zweiten Weltkriegs bestand die Polnische Volksarmee aus rund 370.000 Soldaten, deren Zahl bis September 1945 auf 440.000 Soldaten anstieg. 1952 gehörten der Volksarmee 356.481 Soldaten an, überwiegend Soldaten des Heeres. Das Heer stellte drei Armeen (1 AWP, 2 AWP und 4 AWP), die im Kriegsfall zusammen mit Einheiten der Roten Armee die „Polnische Front“ bilden sollten. Das polnische Heer verfügte über starke gepanzerte Verbände (Ende der 1980er Jahre u. a. rund 800 Kampfpanzer des Typs T-72M1, die teilweise als PT-91 „Twardy“ modernisiert wurden).

### Marine

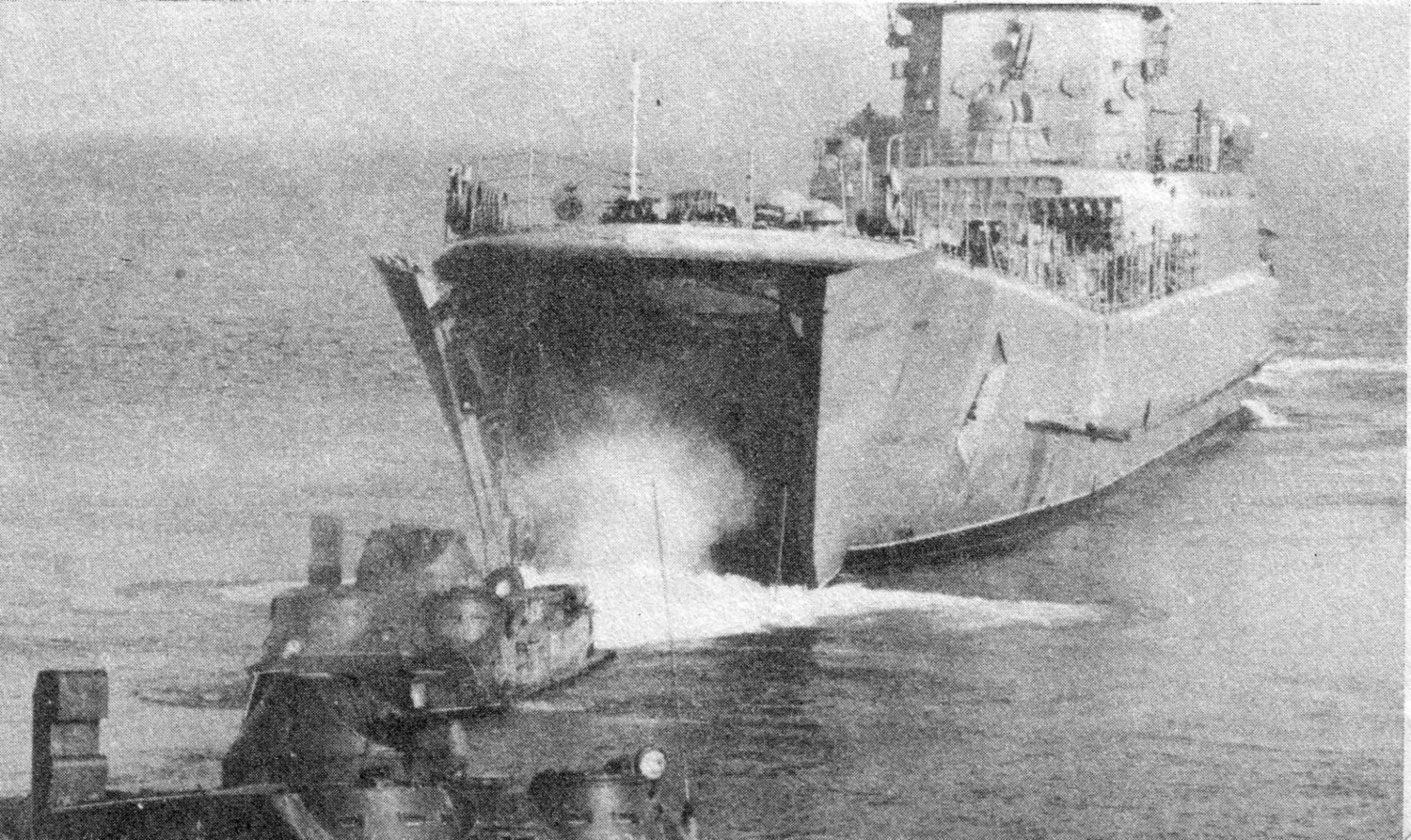
Landungsschiff der Północny-Klasse

Die polnische Marine konnte sich bei Beginn des Zweiten Weltkriegs teilweise in Sicherheit bringen (u. a. Operation Peking); diese Schiffe bildeten dann die Kriegsmarine der polnischen Exilregierung. Nach dem Krieg kehrten die verbliebenen Schiffe nach Polen zurück, wo sie dann als Teil der Marine der Volksrepublik Polen die Ostsee für den Warschauer Pakt absicherten. Für den Kriegsfall mit der NATO war vorgesehen, dass die polnischen Streitkräfte Dänemark besetzen sollten, was zur Folge hatte, dass die polnische Marine sehr viele Landungsboote besaß. 1989 verfügte die Marine über 4 U-Boote, einen Zerstörer der Kaschin-Mod-Klasse, eine Fregatte, 4 Korvetten, 12 Lenkwaffenboote, 62 Patrouillenboote (teilweise auch unter Führung der Küstenwache), 23 Landungsschiffe der Północny-Klasse, 19 Landungsfahrzeuge, 24 Minenabwehrschiffe und 21 Hilfsschiffe.

### Luftwaffe
Erst unter dem seit 1949 amtierenden polnischen Verteidigungsminister Konstantin Konstantinowitsch Rokossowski, einem Sowjet-Marschall, wurden die polnischen Luftstreitkräfte wieder eine eigene Teilstreitkraft. Polen übernahm weitgehend die Standardflugzeuge aus sowjetischer Produktion, Eigenkonstruktionen wie die PZL TS-11 Iskra blieben die Ausnahme.
1954 wurde die Luftwaffe mit den Luftverteidigungskräften zusammengeschlossen (Wojska Lotnicze i Obrony Przeciwlotniczej Obszaru Kraju – WLiOPL OK). 1962 wurde die WLiOPL OK wieder in Luftwaffe (Wojska Lotnicze) und Luftverteidigungskräfte (Wojska Obrony Powietrznej Kraju) geteilt. Standardflugzeug der Luftstreitkräfte wurde ab 1963 die MiG-21 (MiG-21F-13, MiG-21PF und MF sowie MiG-21bis). Ab 1979 verfügten die polnischen Luftstreitkräfte über 37 MiG-23 und seit 1989 auch über 12 MiG-29.

## Operativ-strategische Pläne für den Kriegsfall

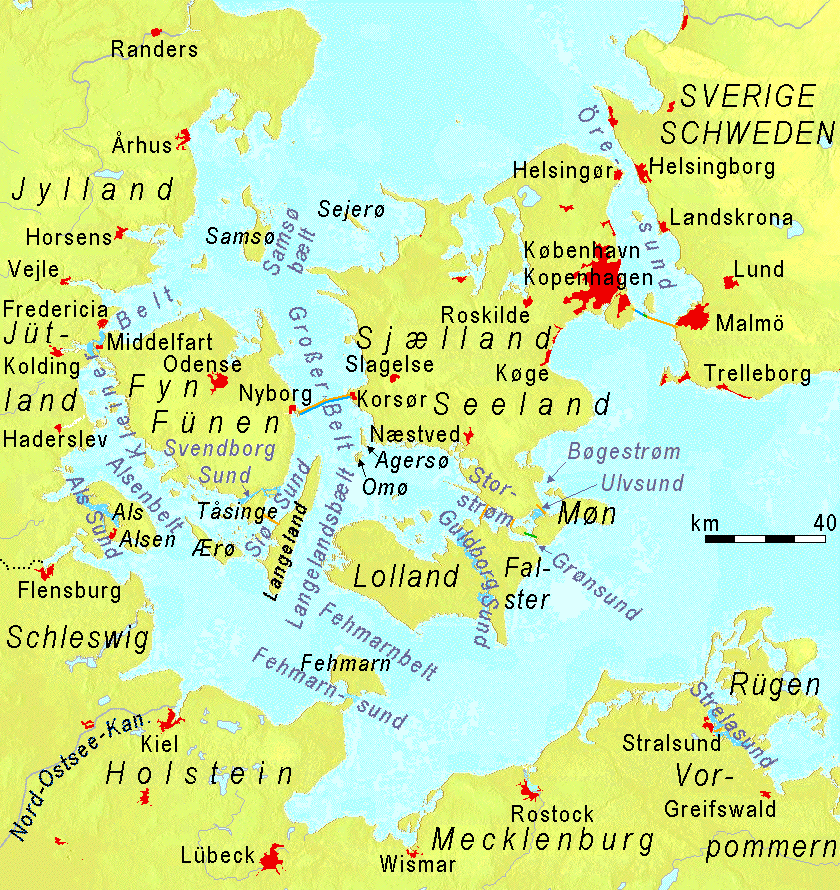
Karte zum Einsatzgebiet im Kriegsfall nach den operativ-strategischen Plänen der Sowjetunion für die Polnische Volksarmee

Der operativ-strategische Plan einer „Polnischen Front“, auch „Küstenfront“ genannt, wurde im Januar 1955 in Moskau durch ein Protokoll für den Einsatz der Polnischen Volksarmee im Kriegsfall zwischen der Volksrepublik Polen und der Sowjetunion unterzeichnet. Den Plänen zufolge sollte die Front unter Führung des Oberkommandos der Sowjetarmee rund 1.150.000 Soldaten umfassen, der Kampfgruppe zugeordnet waren danach die drei polnischen Armeen (1 AWP, 2 AWP und 3 AWP) und zusätzlich 19 Infanteriedivisionen, 5 Mechanisierte Divisionen, 4 Panzerdivisionen, 10 Artilleriedivisionen, eine Luftarmee mit 8 Fliegerdivisionen sowie die Kriegsmarine und Einheiten der Küstenverteidigung im Umfang von rund zwei Divisionen. Im Kriegsfall waren als Einsatzgebiete die NATO-Mitgliedsstaaten Bundesrepublik Deutschland und Dänemark vorgesehen. So sollten die Streitkräfte den Nord-Ostsee-Kanal und Jütland einnehmen und damit von der Landseite aus die Kontrolle über die Meerengen zwischen Nordsee und Ostsee am Kattegat und Skagerrak.
Bei den überarbeiteten offensiven Plänen zur „Küstenfront“ vom 28. Februar 1965 waren die operativen Einsatzgebiete für die 1. Polnische Armee das südliche Jütland und für die 2. Polnische Armee das Ziel die Linie Amsterdam-Den Haag-Antwerpen zu erreichen und wäre damit Gegner der NATO-Heeresgruppe Nord (NORTHAG) geworden. Die 6. Pommersche Luftlandedivision und 7. Lausitzer Landungsdivision sollte dabei die Offensive unterstützen und Seeland mit der dänischen Hauptstadt Kopenhagen einnehmen.